# St.-Christophorus-Kirche (Friedrichstadt)

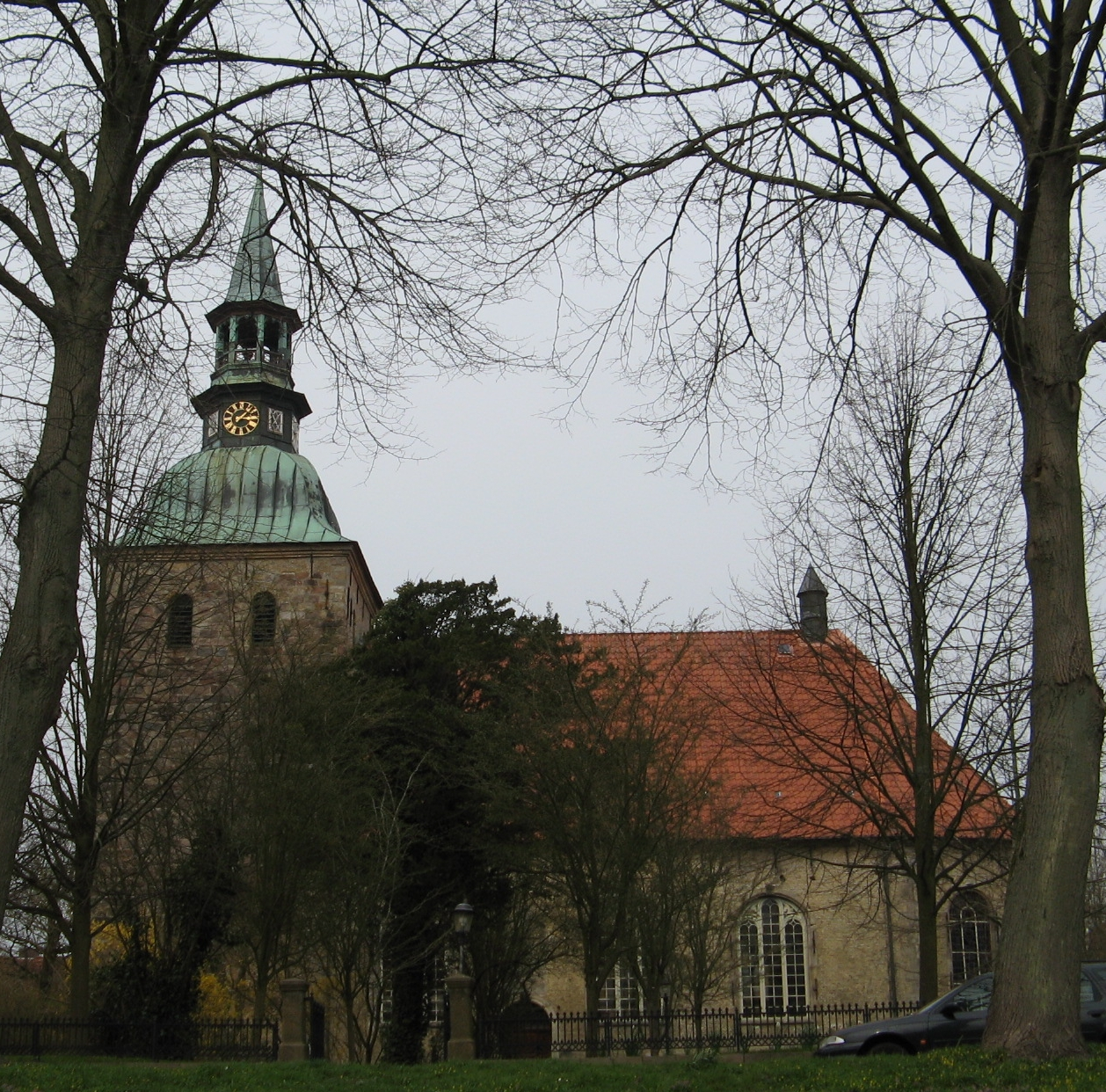
St. Christophorus-Kirche vom Mittelburgwall aus.

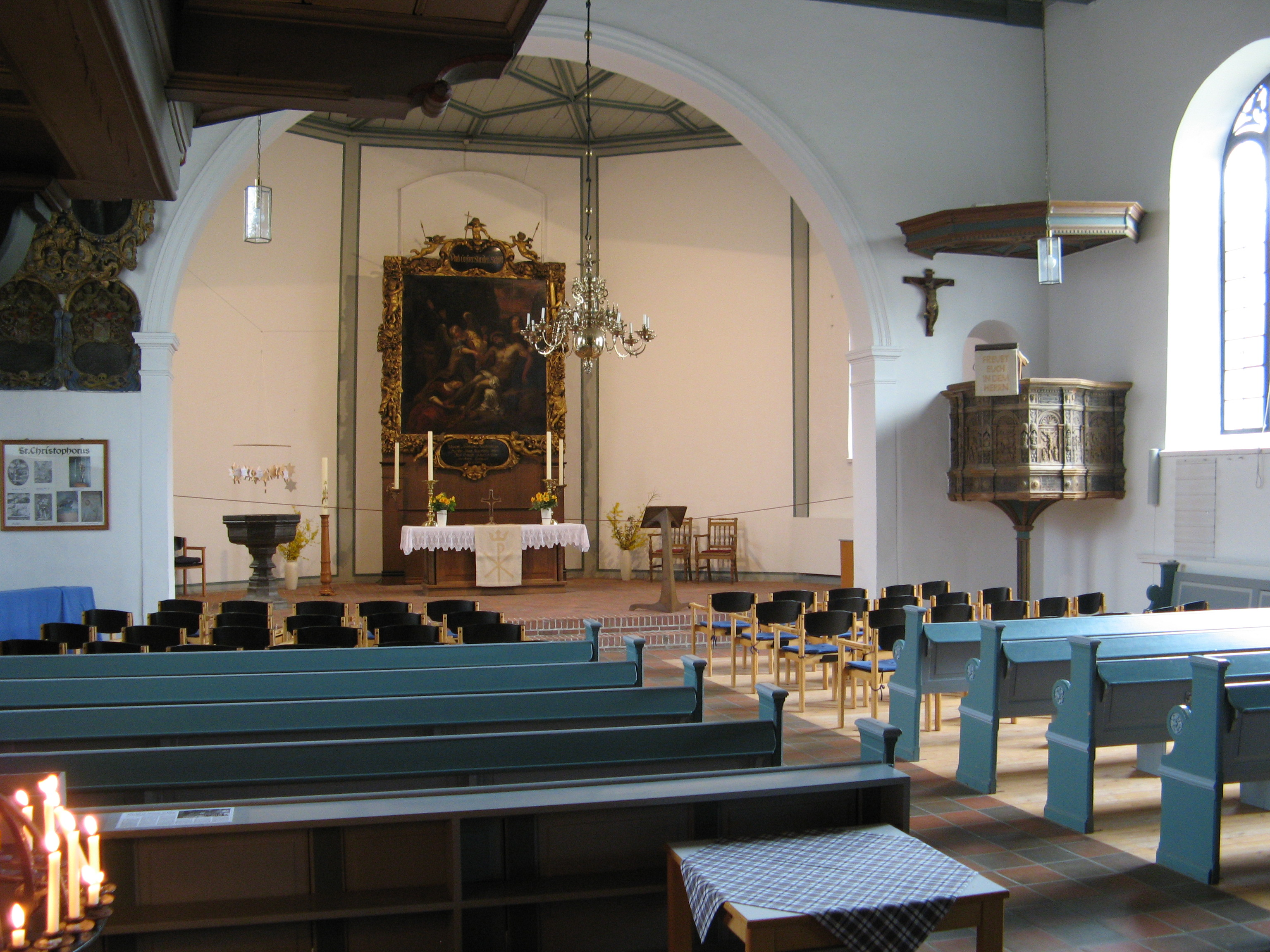
Innenraum mit Ringerink-Kanzel und Ovens-Altargemälde.

Die Sankt-Christophorus-Kirche ist eine evangelisch-lutherische Kirche in Friedrichstadt in Schleswig-Holstein.

## Geschichte
Bei der Gründung der Stadt 1620 plante Herzog Friedrich III. von Schleswig-Holstein-Gottorf zunächst nur eine Kirche für die von ihm angesiedelten niederländischen Remonstranten. Die Remonstrantenkirche wurde bereits 1625 eingeweiht. Da keine Konfession in der „Toleranzstadt“ dominieren sollte, steht sie nicht am Marktplatz, sondern in einer Seitenstraße. Gegen die Ansiedlung ausländischer Ketzer – und Wirtschaftskonkurrenten – erhob sich schon bald Protest in der der evangelisch-lutherischen Staatskirche angehörenden Bevölkerung, Gerüchten nach unterstützt vom dänischen König Christian VI. – ungeachtet der Tatsache, dass dieser in seiner eigenen Neugründung Glückstadt ebenfalls andersgläubige Niederländer ansiedelte.
Die Lutheraner, die bald den größten Teil der Stadtbevölkerung ausmachten, hatten zunächst keine eigene Kirche. Zwar hatte der Herzog bereits 1626 die Einrichtung den Bau einer Kirche genehmigt, die Lutheraner konnten jedoch als die ärmste Bevölkerungsgruppe der jungen Stadt den Kirchbau nicht finanzieren. Die zumeist aus der unmittelbaren Umgebung in die neue Stadt gezogenen Lutheraner besuchten daher anfangs die St.-Leonhard-Kirche im nahegelegenen Koldenbüttel. Ab 1631 kamen Gruppen von aus Süddeutschland angeworbenen lutherischen Webern und weiteren Handwerkern. Diese appellierten an den Herzog, sie wie die anderen Zuwanderer bei der Bildung einer Gemeinde, der Einstellung eines Pastors und dem Bau einer Kirche zu unterstützen. Allerdings bewilligte der ausschließlich aus Remonstranten und Mennoniten zusammengesetzte Magistrat, der dem remonstrantischen Prediger ein großzügiges Gehalt von 600 Mk. zahlte, dem lutherischen Pastor 1633 nur ein Sechstel davon. Auch zusammen mit den Gebühren aus der armen Gemeinde reichte dieser Betrag für den Unterhalt eines Predigers nicht aus. Dass gleichzeitig zwei auswärtige Theologen die Pfarrstelle beanspruchten und darin von ihrer jeweiligen Anhängerschaft unterstützt wurden, erleichterte die Gründung der Gemeinde nicht. Im Februar 1634 verließen beiden Prediger die Stadt.
Ab 1634 hatten die Friedrichstädter Lutheraner dann einen eigenen, vom Herzog eingesetzten Pastor und teilten sich für die Gottesdienste die Kirche mit den Remonstranten.
Erst 1644 wurde mit herzoglicher Unterstützung die lutherische Kirche gebaut, auch sie abseits des Marktplatzes. Für das Inventar griff der Herzog auf die übriggebliebene Kirchenausstattung von in der Burchardiflut 1634 untergegangenen Kirchen zurück: Der erste Altar stammte von Trindermarsch, die Kanzel von Lith und eine Glocke von Königsbüll. Der Kantor war gleichzeitig Lehrer der 1650 erstmals erwähnten lutherischen Bürgerschule, in der anders als in den übrigen Friedrichstädter Schulen auf Deutsch unterrichtet wurde. Der Bau des Turms selbst verzögerte sich bis 1657, vor allem wegen des weichen Untergrunds, der das schwere Bauwerk kaum tragen kann. An der Süd- und Westseite wurden zwecks eines Gewichtsausgleichs Granitquader vorgebaut, die aus einer 1630 abgerissenen Schleuse stammen.
Die neue Kirche erlitt bald schweren Schaden: 1660 deckte ein Sturm das Dach halb ab. Da die arme, durch den Kirchbau bereits verschuldete und zudem zerstrittene Gemeinde sich nicht auf die Finanzierung der Reparatur einigen konnte, war die erst wenige Jahre alte Kirche bald so baufällig, dass sich der Pastor aus Sorge um die Sicherheit der Gemeinde weigerte, Gottesdienst in der Kirche zu halten. Der seit 1663 wieder in Friedrichstadt ansässige Hofmaler Jürgen Ovens unterstützte die Gesuche des Pastors Friedrich Fabricius an den Herzog Christian Albrecht um Hilfe und erreichte 1671 endlich, das in den Jahren 1672 und 1673 eine allgemeine Kollekte für die Friedrichstädter Kirche in den Herzogtümern veranstaltet werden durfte. 1673 wurde die Kirche fast ganz neu aufgebaut. Dazu steuerte Ovens neben Geld auch das heutige Altargemälde bei. Für seine Verdienste erhielt er ein Erbbegräbnis in der Kirche für sich und seine Nachkommen. Während der Renovierung durften die Lutheraner die Remonstrantenkirche nutzen.
1690 hatte die lutherische Bevölkerung stark zugenommen, weshalb der seit 1657 amtierende Pastor Friedrich Fabricius um die Einstellung eines zweiten Predigers bat. Herzog Christian Albrecht drang darauf, dass der Magistrat wenigstens die Hälfte zu dessen Gehalt beitrug. Der trotz der lutherischen Bevölkerungsmehrheit nach wie vor nur von Remonstranten und Mennoniten besetzte Stadtrat weigerte sich jedoch mit Verweis darauf, dass die Lutheraner zwar 70 % der Steuerzahler stellten, aber als einfache Handwerker, Dienstleute und Tagelöhner pro Kopf weniger zum Steueraufkommen beitrügen als alle anderen Konfessionen, die zumeist reiche Kaufleute waren. Erst nach Fabricius’ Tod 1704 wurde eine zweite Pfarrstelle geschaffen, die bis 1801 bestand. Diese Stelle war mit dem Rektorat an der neugegründeten städtischen Lateinschule verbunden.
Schwere Beschädigungen erlitt die Kirche durch den Beschuss der Stadt während der Schleswig-Holsteinischen Erhebung, als die Schleswig-Holsteinische Armee vom 29. September bis zum 4. Oktober 1850 einen letzten Angriff auf die seit dem 7. August 1850 in Friedrichstadt stationierten dänischen Truppen unternahm und einen Großteil der Stadt zerstörte. Anschließend wurde der Innenraum umgestaltet.
Ihren Namen erhielt die Kirche erst 1989. Mit Bezug auf die zahlreichen Touristen, die Friedrichstadt und die Kirche besuchen, benannte die Gemeinde sie nach dem Heiligen Christophorus, dem Schutzheiligen der Reisenden.

## Bau
Die Saalkirche nach niederländischem Vorbild stammt von 1643 bis 1649, der Westturm von 1657, in seiner jetzigen Gestalt ebenso wie die Turmhaube von 1762. Die Kirche besteht zum größten Teil aus Moppen – einer niederländischen, etwas kleineren Variante des Backsteins, die bei bewegten Untergründen weniger leicht reißt. Gelb ist nur das Blendmauerwerk. An Fenstern, Mauerecken und dem Südportal ist Sandstein verbaut. Das Südportal nebst Bauinschrift stammt von Zacharias Hübener 1649. Im Glockenturm hängen drei Glocken, die älteste stammt ursprünglich aus der in der Burchardiflut 1634 zerstörten Kirche in Königsbüll auf Alt-Nordstrand, die beiden jüngeren von 1963.

## Ausstattung
- Das Altargemälde von 1675 malte der Rembrandt-Schüler Jürgen Ovens, der Hofmaler von Herzog Friedrich III. Es zeigt die Beweinung Christi. Ovens selbst stellte sich in einer Männergestalt, die Figur des Apostels Johannes, oben links dar und fand 1678 seine Grabstätte in der Kirche. Dieses Bild war seine Schenkung an diese Kirche zu Ehren des Erlösers, wie es dem barocken geschnitztem und vergoldeten Rahmen zu entnehmen. Wie das Gemälde in der Kirche zu Tönning sein erstes religiöses Werk war, so ist diese Darstellung der Grablegung Christi sein letztes religiöse Werk gewesen.[11]
- Die Kanzel fertigte die Flensburger Werkstatt von Heinrich Ringerink um 1600. Die Reliefs der Brüstungsfelder zeigen Szenen aus dem Leben Jesu erläutert mit niederdeutschen Bibelversen. Der Überlieferung nach soll sie aus Lith stammen, einer Kirche Alt-Nordstrands, die einige Jahre nach der verheerenden Flutkatastrophe 1634 aufgegeben wurde. Sie ist nicht vollständig erhalten. Die Kanzel ist an der Chorwand im Kirchenschiff angebracht und durch einen Mauerdurchbruch vom Chor her zu betreten. Der an die Gebäudeecke angepasste Schalldeckel kam im 18. Jahrhundert hinzu.
- Der spätgotische Taufstein aus schwarzem Kalkstein stammt auch aus einer untergegangenen Strander Kirche.
- Links vom Chorbogen befindet sich das ehemals über der Grabstätte platziertes Epitaph des Juristen, Stapelholmer Landvogt und Friedrichstädter Ratsherrn Hermann Wetken (1644–1720), seiner Frau († 1719) und ihrer 1688 geborenen Tochter Anna Margaretha.[12] Die Porträts sind in einen reich geschnitzten und vergoldeten Rahmen eingelassen.
- Ein Lehrbild von 1650 stellt alt- und neutestamentliche Szenen dar: Die eherne Schlange (Num 21,6–9 EU) symbolisiert das Kreuzesgeschehen mit dem davon ausgehenden Schutz für die Gläubigen; zwei Jona-Szenen thematisieren Gottes Vergebungswillen, der menschlichem Gerechtigkeitssinn widersprechen kann; in der Mitte des Gemäldes zeigen Darstellungen der Auferstehung und Himmelfahrt Jesu, wie Gott seinen Heilsplan umsetzte.
- Die Verbindung zum Meer zeigt ein Votivschiff von 1738 mit der Aufschrift „Der löblichen Schifferzunft zur Ehre und dieser Kirche zur Zierde. Anno 1738.“
- Der Kruzifixus (Eiche, 60 × 60 × 15 cm) auf der Höhe der Kanzel stammt ursprünglich vermutlich von einem Altarkreuz und aus der Zeit um 1520–30. Die Herkunft ist ungewiss.[13]

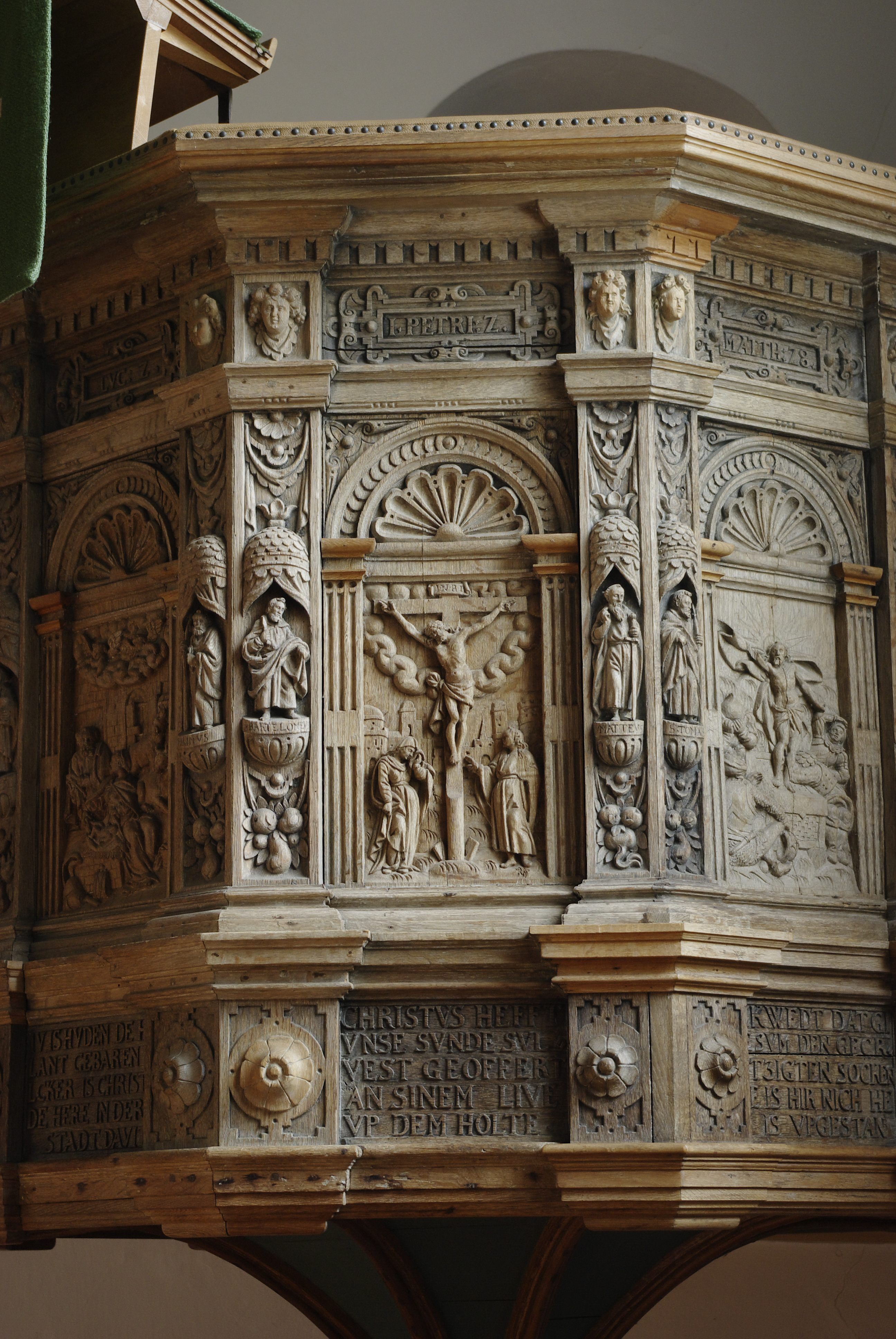
Detail der Ringerink-Kanzel
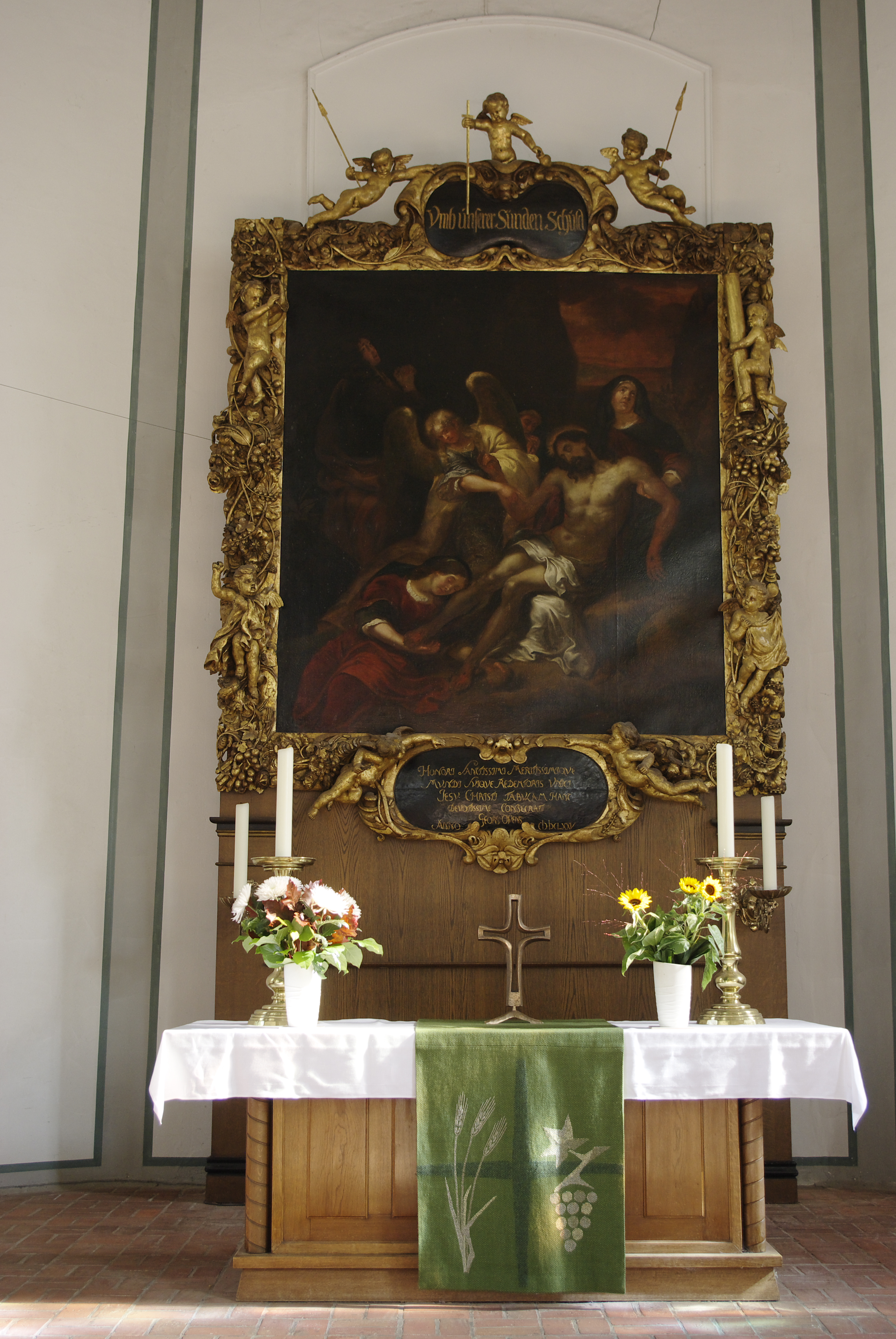
Altarbild von Jürgen Ovens (1675)
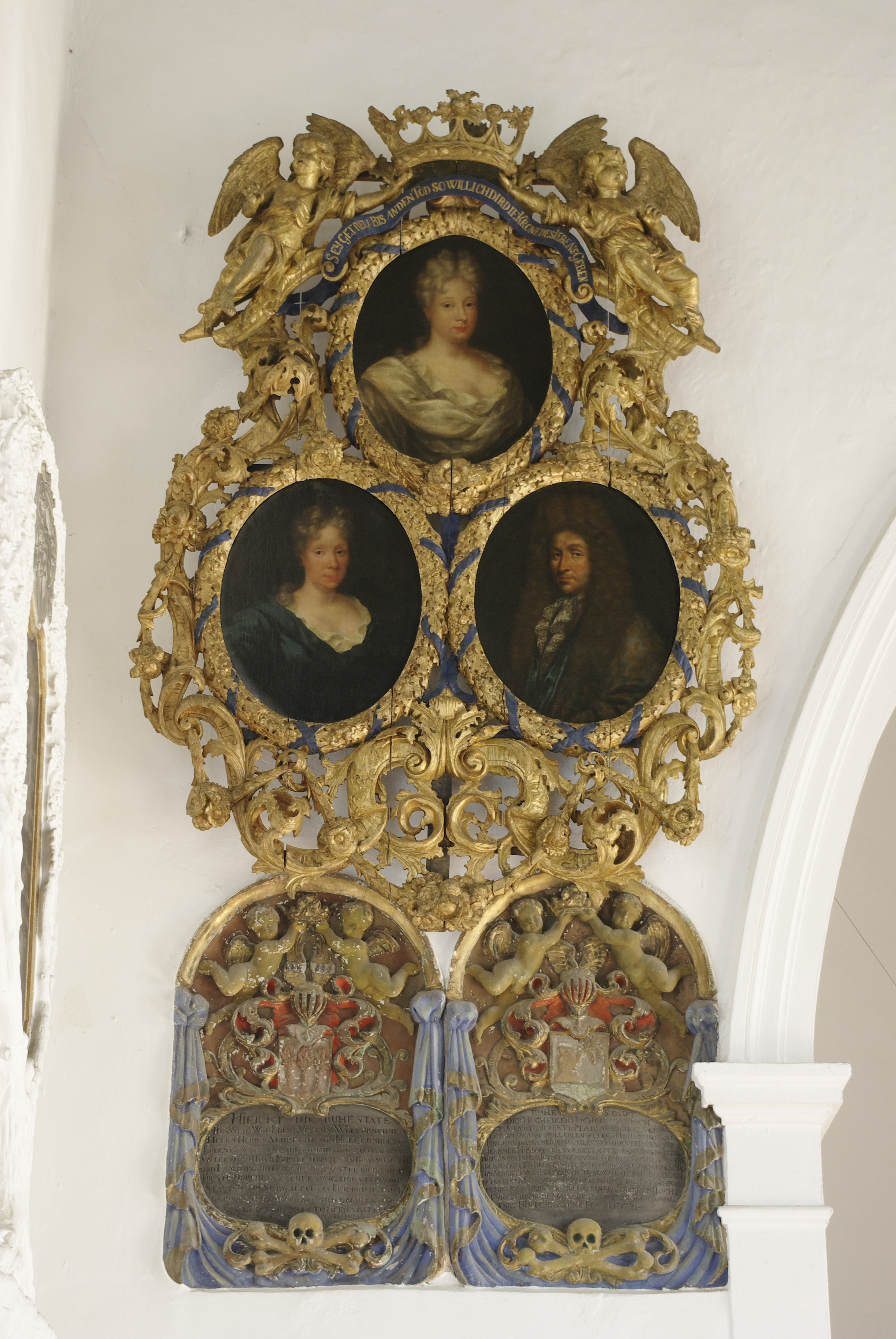
Epitaph des Landvogts Wetken
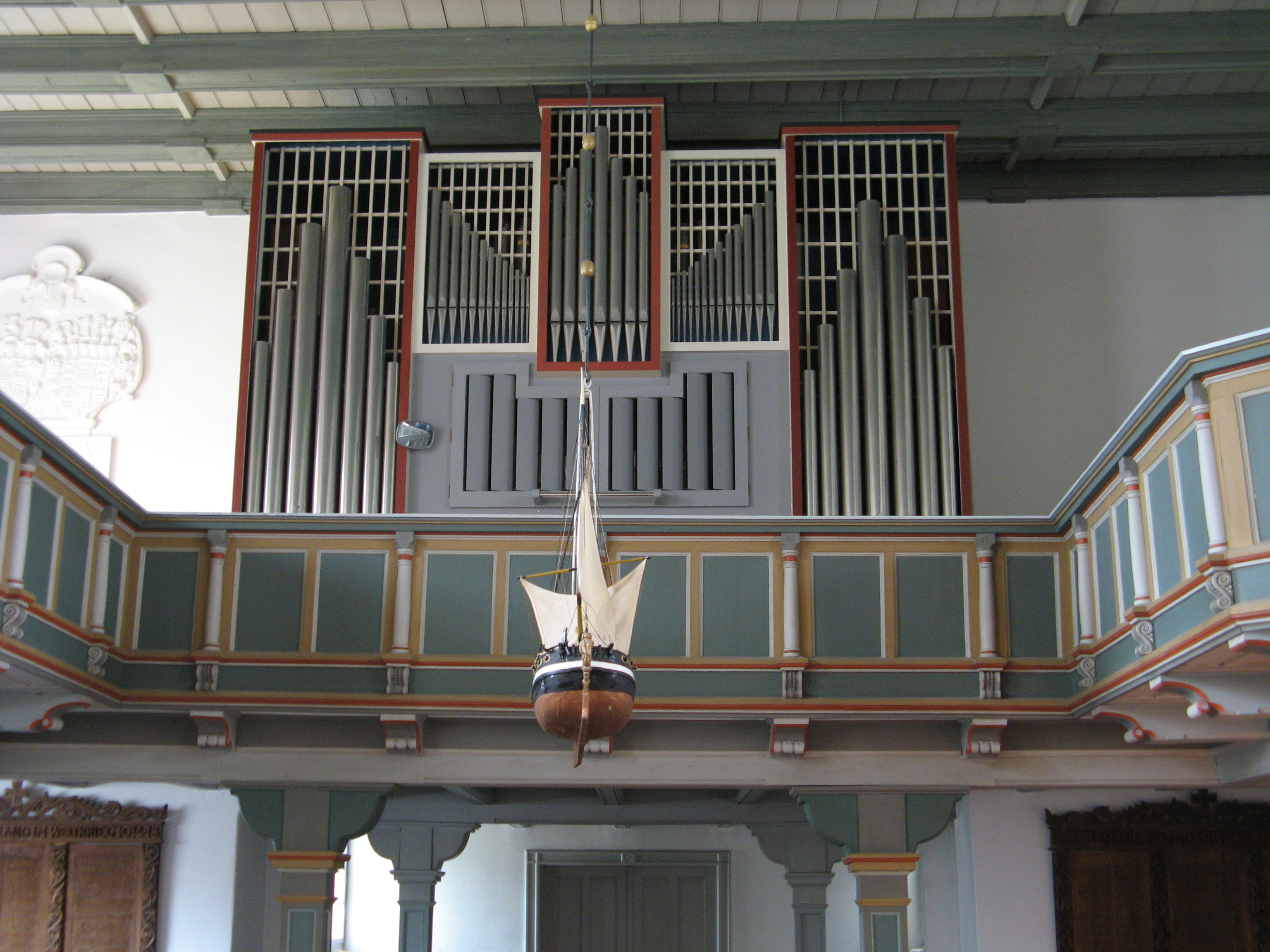
Orgel, davor das Votivschiff

Die übrige Inneneinrichtung wurde nach Beschuss während der schleswig-holsteinischen Erhebung (1850) bis 1861 stark verändert. Im 20. Jahrhundert erfolgten dem Zeitgeschmack entsprechende Modernisierungen.

## Sonstiges
Die Kirche liegt an der zentralen Gracht Friedrichstadts am Mittelburgwall, ihr Turm bestimmt zusammen mit dem Turm der Remonstrantenkirche in Friedrichstadt die Silhouette des Orts. Als die katholische St.-Knud-Kirche 2003 profaniert wurde, feierten auch die Katholiken Friedrichstadts zeitweise in der St.-Christophorus-Kirche ihre Gottesdienste.

## Pastoren
- Friedrich Fabricius (1657–1703), der Sohn des Hofpredigers und Generalsuperintendenten Jacob Fabricius, der sich scharf gegen den Calvinismus ausgesprochen hatte, beantragte 1673 vom Herzog die Ausweisung der Quäker aus Friedrichstadt und beschwerte sich auch über die Aufnahme von Juden in Friedrichstadt und die der jüdischen Gemeinde eingeräumten Rechte. Zusammen mit dem Maler Jürgen Ovens gelang es ihm, vom Herzog die Mittel für den Neubau der Kirche zu erlangen.
- Johann Christoph Biernatzki (1825–1840)
- Karl Christian Tadey (1841)

## Grab- und Gedenksteine
Obwohl der lutherische Friedhof sich mittlerweile entfernt von der Kirche außerhalb der Altstadt befindet, stehen auf dem Kirchhof noch mehrere bemerkenswerte Grab- und Gedenksteine. Zum einen liegt hier der Dichter Johann Christoph Biernatzki mit seiner Frau, der 1825 von seiner bisherigen Pfarrstelle auf der bei der Halligflut untergegangenen Hallig Nordstrandischmoor als Pastor nach Friedrichstadt kam und besonders durch sein Werk Die Hallig bekannt ist. Zum anderen finden sich zwei Gedenksteine für bei der Beschießung Friedrichstadts durch schleswig-holsteinische Truppen am Ende der Schleswig-Holsteinischen Erhebung vom 29. September bis zum 4. Oktober 1850 ums Leben Gekommene. Vor der Kirche steht ein Gedenkstein für die schleswig-holsteinischen Soldaten, hinter der Kirche einer für die dänischen.